# W Orionis
W Orionis (HD 32736 / HR 1648 / HIP 23680) è una stella variabile nella costellazione di Orione, distante circa 700 anni luce e di magnitudine apparente +5,88. Si tratta di una stella al carbonio classificata come variabile semiregolare che attualmente si trova nella fase di gigante rossa, con una bassa temperatura superficiale, compresa fra i 2600 e i 3200 K.

## Caratteristiche fisiche

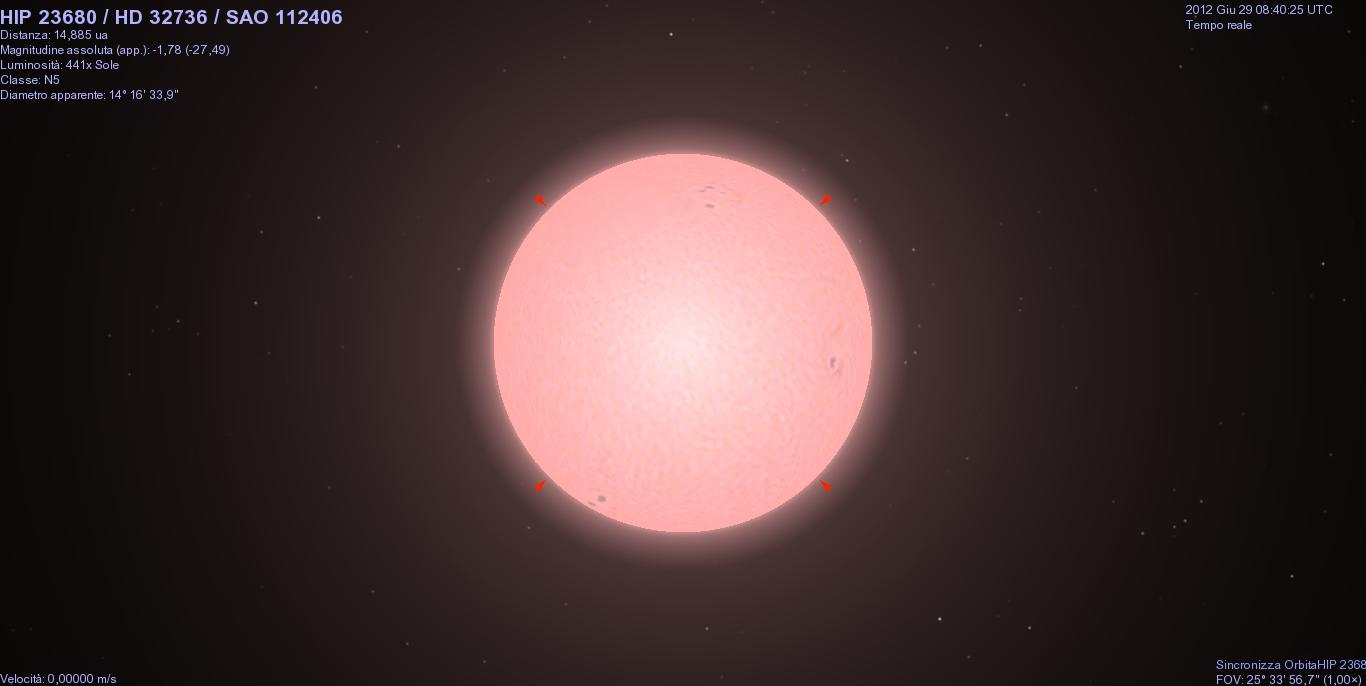
W Orionis su Celestia.

Quasi 5000 volte più luminosa del Sole, W Orionis ha un diametro a 400 volte quello del Sole. Il periodo di variabilità è di circa 212 giorni, ma è stato anche osservato un cambio di luminosità in un periodo più lungo, equivalente a 6,7 anni.
W Orionis si trova nello stadio finale della propria esistenza, perde una massa equivalente a un decimilionesimo di massa solare all'anno, ed entro breve tempo perderà i suoi strati più esterni convertendosi in una piccola e densa nana bianca.